# Myntprägling
Myntprägling eller myntning är processen för tillverkning av mynt. Processen sker genom prägling som innebär en formförändring av en metall genom kallpressning mellan graverade stampar under stort tryck. Prägling sker i modern tid maskinellt, men tidigare i historien har mynt även präglats för hand genom olika metoder.
I Sverige har myntprägling 1972-2007 utförts av AB Myntverket, från 2008 präglas svenska mynt av Finlands myntverk i Finland. Nu finns inte längre myntorten på mynt men utgivningsorten. Eftersom Riksbanken ligger i Stockholm är utgivningsorten Stockholm. De svenska mynten förses av den anledningen med ett S.

## Historia

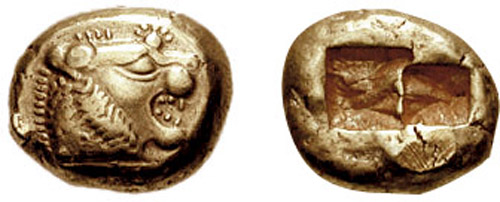
Lydiskt mynt av elektrum.

De första mynten präglades av lyderna i Mindre Asien omkring 700-talet f.Kr.. Dessa mynt tillverkades av elektrum (en naturlig legering av silver och guld) och präglades med en bild eller ett mönster på ena sidan och ett sigill på den andra.
De första svenska mynten präglades i Sigtuna mellan 995 och 1035 innan dess hade vikingarna använt utländska silvermynt som de värderat efter vikt och silverhalt.
För myntets historia se mynt.

## Myntgjutning
I princip all mynttillverkning sker genom prägling av ett stycke (gjuten) metall. Brakteater, de äldsta romerska bronsmynten (före cirka 270 f.Kr.) var dock mynt som styckegjutits i form. Gjutning av mynt anses, i förhållande till prägling, ge en mer diffus relief än prägling.

## Källhänvisningar
1. ↑  "Myntämnet". Arkiverad 13 mars 2016 hämtat från the Wayback Machine. Medeltidensmynt.se. Läst 22 oktober 2014.
2. ↑  "mynt". NE.se. Läst 22 oktober 2014.
3. ↑  Antikviteter.net, 2009. Läst 22 oktober 2014.